# Beyond The Fight
Beyond The Fight è il sesto album in studio di Vescera, pubblicato nel 2017.

## Tracce
1. Blackout In Paradise
2. In The Night
3. Stand And Fight
4. Dynamite
5. Looking For Trouble
6. Vendetta
7. Troubled Man
8. Never Letting Go
9. Suite 95

## Formazione
Gruppo
- Mike Vescera – voce
- Mike Petrone – chitarra
- Frank Leone – basso
- Fabio Alessandrini – batteria

Altro personale
- Michele Gavelli – tastiere nelle tracce 2 e 4
- Alex Bounty Conti – recording e mastering